# پشت گر (نیک‌شهر)
پشت گر، روستایی در دهستان چانف بخش آهوران شهرستان نیک‌شهر در استان سیستان و بلوچستان ایران است.

## جمعیت
جمعیت روستا براساس سرشماری عمومی نفوس و مسکن در سال ۱۳۹۵، ۱۶ نفر ( ۵ خانوار) بوده است.